# 阿尔内·丹克斯
阿尔内·丹克斯（荷蘭語：Arne Dankers，1980年6月1日—），加拿大男子速度滑冰运动员。他曾代表加拿大参加2006年冬季奥林匹克运动会速度滑冰比赛，获得男子团体追逐赛银牌。